# Air Tenam
Air Tenam is een bestuurslaag in het regentschap Bengkulu Selatan van de provincie Bengkulu, Indonesië. Air Tenam telt 169 inwoners (volkstelling 2010).